# Жандр, Андрей Андреевич
Андре́й Андре́евич Жандр (1789—1873) — сенатор, действительный тайный советник; драматург и переводчик. Дядя Н. П. Жандра

## Биография
Родился 20 февраля (3 марта) 1789 года в Санкт-Петербурге. Происходил из русского дворянского рода Жандр — сын Андрея Осиповича Жандра, петербургского полицеймейстера.
Получил домашнее образование и 4 января 1803 года был определён на службу копиистом в «Комитет, учреждённый для поверхностного обозрения всеподданнейших прошений, приносимых на решения Департаментов Правительственного Сената». По упразднении Комитета в 1804 году был переведён в 1-й Департамент Сената, откуда 29 декабря 1808 года перешёл письмоводителем в сенатскую типографию.
С 30 ноября 1811 года был не у дел; с 14 мая 1812 по 28 февраля 1813 был помощником столоначальника в Инспекторском департаменте Военного министерства.
С 16 сентября 1813 по 24 июля 1819 года служил в канцелярии статс-секретаря П. С. Молчанова по принятию прошений на Высочайшее имя, одновременно занимаясь по делам Комитета министров; с 29 июля 1819 по 25 июня 1827 года — правитель канцелярии Военно-счётной экспедиции.
В доме Жандра и его гражданской жены В. С. Миклашевич постоянно бывал А. С. Грибоедов, ценивший и литературное дарование Жандра, и его личность, часто встречались будущие декабристы. Жандр хорошо знал их настроения и намерения, хотя сам к тайному обществу не принадлежал. 14 декабря 1825 года после разгрома восстания укрыл у себя А. И. Одоевского и способствовал его бегству, снабдив деньгами и одеждой. Привлекался к следствию, но через две недели был освобождён. Достигнув впоследствии благодаря своей энергии и способностям высокого положения и будучи принят при дворе, Жандр никогда не пользовался личным расположением Николая I.
С 14 октября 1827 по 30 марта 1828 года — начальник отделения артиллерийского департамента Военного Министерства.
С 30 марта 1828 года был начальником отделения канцелярии начальника Морского Штаба; в 1830—1832 годах состоял членом Комитета для составления правил отчётности по всему ведомству Морского Штаба и других комиссий и комитетов по Морскому ведомству.
Был назначен 19 апреля 1833 года директором канцелярии начальника Главного морского штаба, 5 апреле 1835 года произведён в действительные статские советники.
В 1836 году состоял правителем дел Высочайше учреждённого при Государственном Совете «секретного Комитета для извлечения способов уменьшения расходов по разным ведомствам», а 1 мая 1836 года был назначен директором канцелярии Морского министерства; занимал этот пост до 6 декабря 1853 года и был одним из ближайших помощников князя А. С. Меншикова. За это время состоял членом и председателем многочисленных комитетов, учреждавшихся при министерстве (например, ревизионного по морскому интендантству в 1836—1840, по Черноморскому интендантству в 1838—1850, для ревизии Свода Уставов счётных в 1846, для пересмотра Уставов о службе гражданской в 1848, по рассмотрению контрольной системы в 1852—1858, и прочего).
Был награждён орденами до Белого Орла (1849), чином тайного советника (10.04.1843) и золотой табакеркой с портретом императора Николая I (1852) при милостивом рескрипте.
6 декабря 1853 года А. А. Жандру было повелено присутствовать в Сенате, с назначением членом Адмиралтейств-совета и с оставлением управляющим Черноморской ревизионной комиссией, которой он заведовал с апреля 1850 до февраля 1860 года, когда был уволен от этого поручения и от должности члена Адмиралтейств-совета.
В Сенате присутствовал во 2-м (1854—1856), 5-м (1856—1858), 1-м (1858—1865) Департаментах, а 24 декабря 1865 года был назначен первоприсутствующим сенатором в Департамент герольдии, получив в 1856 году золотую табакерку с бриллиантами и с вензелем Государя, в 1860 году — Орден Святого Александра Невского; 1 января 1864 произведён в действительные тайные советники.
Скончался 19 (31) января 1873 года и был погребён на Лазаревском кладбище Александро-Невской лавры.
В честь А. А. Жандра (как начальника отделения канцелярии Морского штаба) назван мыс (мыс Жандра, Карское море, архипелаг Новая Земля); мыс нанесён на карту в 1833 году  П. К. Пахтусовым , им же присвоено название.

## Награды
- орден Святой Анны 2-й ст.
- алмазные знаки к ордену Святой Анны 2-й ст. (1826)
- орден Святого Станислава 1-й ст. (1836)
- орден Святой Анны 1-й ст. с императорской короной (1845)
- орден Святого Владимира 2-й ст. (1846)
- орден Белого Орла (1849)
- орден Святого Александра Невского (1860)

## Творчество
В историю культуры вошёл прежде всего как друг Александра Грибоедова, хранитель части его рукописей и автор воспоминаний о нём.
Вместе с Грибоедовым перевёл с французского, в стихах, комедию Николя Барта «Притворная неверность» (1817), вместе с Александром Шаховским — оперу «Волшебная лампадка, или Кашемирские пирожники» (1824). Ему принадлежат ещё несколько переводов. Участвовал в «Северном Наблюдателе» и «Сыне Отечества» 1820-х годов; в последнем журнале вёл полемику с Бестужевым-Марлинским о таланте актёра Петра Каратыгина.

### Личная жизнь
Гражданская жена (с 1816?) — Варвара Семеновна Миклашевич (1772—1846), писательница, вдова коллежского советника.
Жена (с 25 января 1848 года) — Прасковья Петровна Порецкая (1818—1906), воспитанница В. С. Миклашевич. Их дети: Мария (1852—02.04.1854); Александр (1855—1920).

## Адреса в Санкт-Петербурге
- 1824 год — дом Егермана — набережная реки Мойки, 82;
- 1826 год — дом Егермана — набережная реки Мойки, 82;
- 1828 год — доходный дом Пентешиной — Итальянская улица, 15.

## Образ в культуре
Персонаж книги «История унтера Иванова» и её продолжения «Судьба дворцового гренадера» советского писателя В. М. Глинки.